# Roberto Fernandes
José Roberto Fernandes Barros, noto semplicemente come Roberto Fernandes (Recife, 5 maggio 1971), è un allenatore di calcio brasiliano, tecnico del CSA.

## Palmarès

### Competizioni statali
- Campeonato Paulista Série B2: 1

Primavera: 2001
- Campionato Brasiliense: 1

Brasiliense: 2007
- Campionato Potiguar: 2

América de Natal: 2012, 2015
- Campionato Paraense: 1

Remo: 2014
- Campionato Pernambucano: 2

Náutico: 2018, 2022